# ワイルド・ウィーゼル

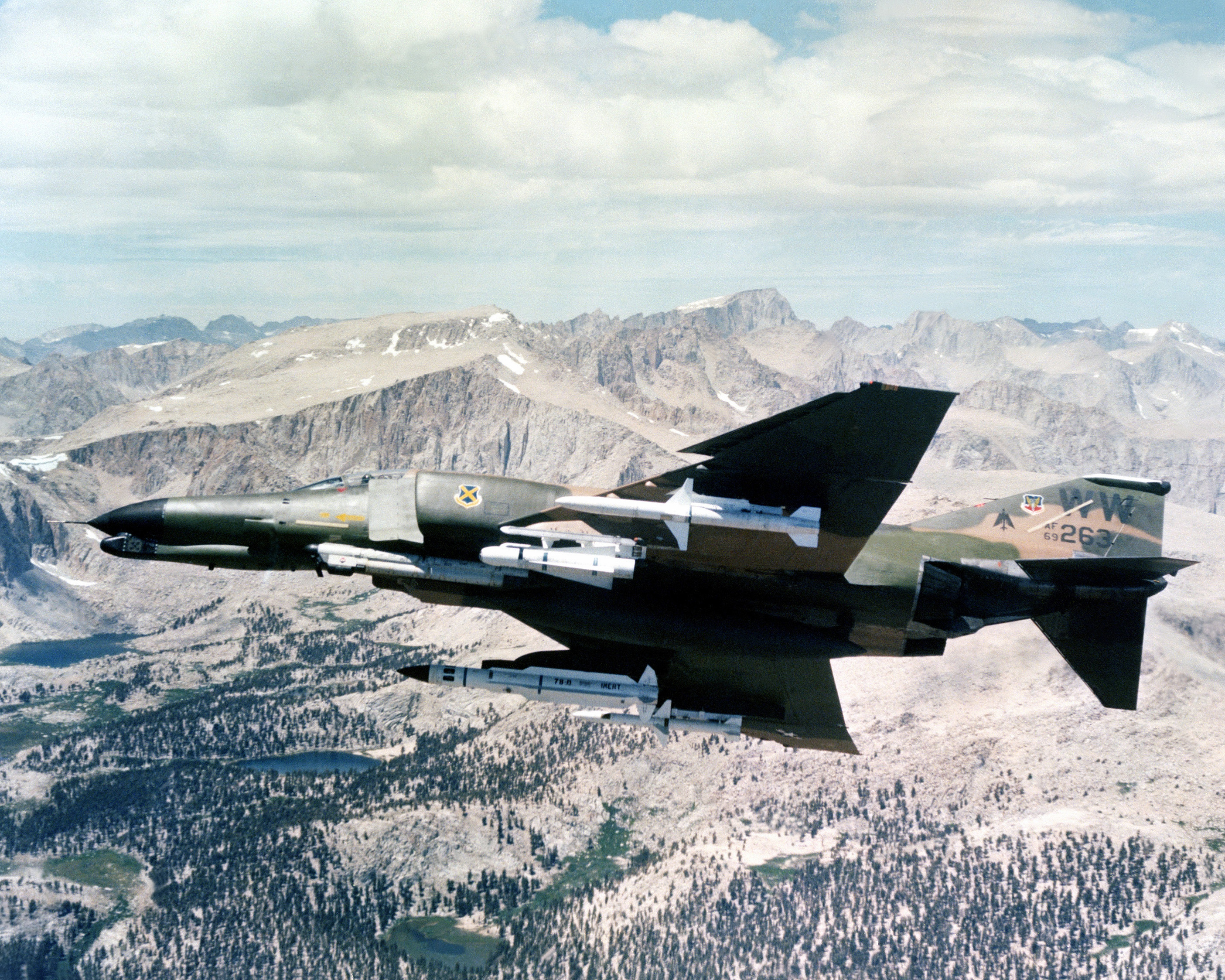
“商売道具”を運んでいるF-4G。手前から、AGM-88 HARM、AGM-65 マーベリック、AN/ALQ-119 ECMポッド、AGM-78 スタンダードARM、AGM-45 シュライク。1981年頃。

ワイルド・ウィーゼル（英: Wild Weasel）は、敵防空網制圧 (SEAD) 任務を課されるアメリカ空軍の航空機の通称である。「狂暴なイタチ」を意味する。

## 概要
ワイルド・ウィーゼルという通称は、地対空ミサイルの発見及び制圧を専門とする航空機の初めての開発計画であった「ワイルド・ウィーゼル計画」に由来する。当初は、餌食を殺すためにその巣穴に侵入する食肉獣を意味するためにフェレット計画という計画名をつけられたが、第二次世界大戦中にレーダー対抗爆撃機のために使われたコード名「フェレット」と区別するために変更された。
簡単に言えば、ワイルド・ウィーゼル機の任務は、そのレーダーで目標とする敵対空防衛網の注意を自分に向けさせることである。そのうえで、ワイルド・ウィーゼル又はその僚機が正確に敵防空施設を目標として破壊することができるように、敵性レーダーが発信する電波をその発信源まで追跡する。これを鬼ごっこに例えると、闇夜に鬼ごっこをしているときに、自分の敵がどこにいるかを調べるために夜の暗闇に懐中電灯を向けるということである。しかし、そうすることですぐに自分の正確な位置が相手にも判ってしまい、相手を捕まえる機会を得る前に自分が捕まってしまう可能性もある。つまり、ワイルド・ウィーゼル機は常に自分が真っ先に撃墜されてしまう危険を自ら買って出ているのである。
ワイルド・ウィーゼルのコンセプトは、当初、志願した搭乗員の乗る複座のF-100F スーパーセイバーを使用して増大する北ベトナムのSAMの脅威に対処する方法として、1965年に提案された。しかし、F-100F ワイルド・ウィーゼル I は第一線の機体ではあったが、初飛行が1956年であり、高脅威環境で生き残るための性能や特徴を持ち合わせていなかった。
その後1966年夏に、ワイルド・ウィーゼルの役割はEF-105F サンダーチーフに引き継がれた。F-105F ワイルド・ウィーゼル II は、ワイルド・ウィーゼルの役割により適したプラットフォームであり、より先進のレーダーと妨害装置、及びより重武装を備えていた。そのうちF-105F ワイルド・ウィーゼル II は、F-105G ワイルド・ウィーゼル III と置き換えられ、61機のF-105FがF-105G仕様にアップグレードされた。

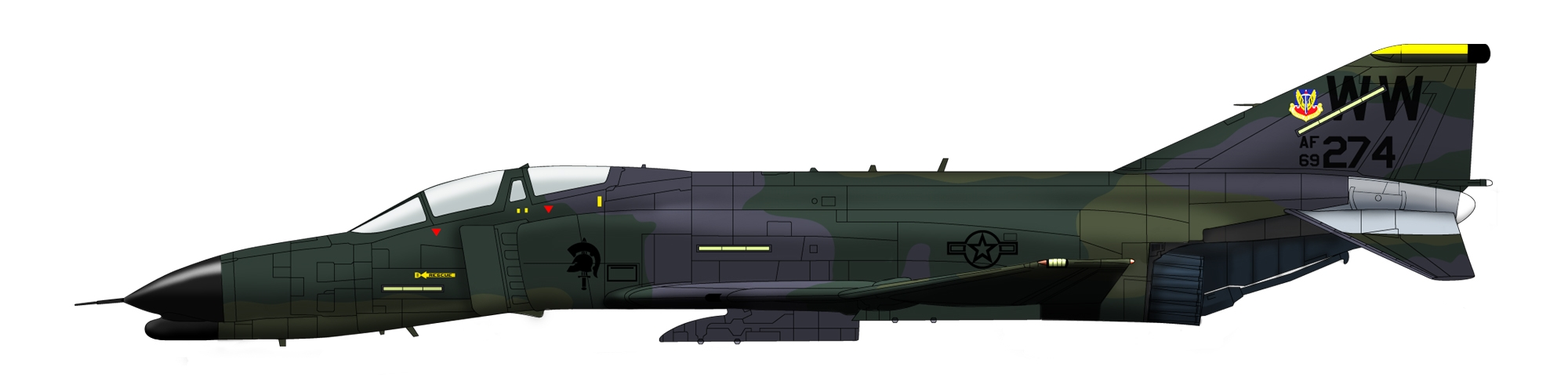
F-4G ワイルド・ウィーゼル。垂直尾翼には、ワイルド・ウィーゼルを意味するテイルコード「WW」が書かれている。

しかし、F-105の生産が1964年までに終了したことに加え、長期化する戦闘によって保有するF-105が激しく消耗していたため、より一層洗練されたワイルド・ウィーゼルが求められた。このことから、36機のF-4C ファントム II が改造され、F-4C ワイルド・ウィーゼル IV となった。また、当時最先端であったF-4Eは、高い対地攻撃能力、内蔵機関砲を持ち、F-4G ワイルド・ウィーゼル V （別名アドバンスド・ワイルド・ウィーゼル）の基礎になった。116機のF-4EがF-4Gに改修され、最初の機体が1975年に飛行し、航空隊運用は1978年から始まった。F-4Gは、ワイルド・ウィーゼルとして最も成功した機体と言われており、1991年の湾岸戦争で実戦を経験し、トーネードECRが湾岸地域に到着するまで活躍し、AGM-88 HARMとともにワイルド・ウィーゼルとしての優秀さを改めて証明した。F-4Gは、ファントム II の作戦運用上の最後の派生型となり、1996年まで運用され続けた。

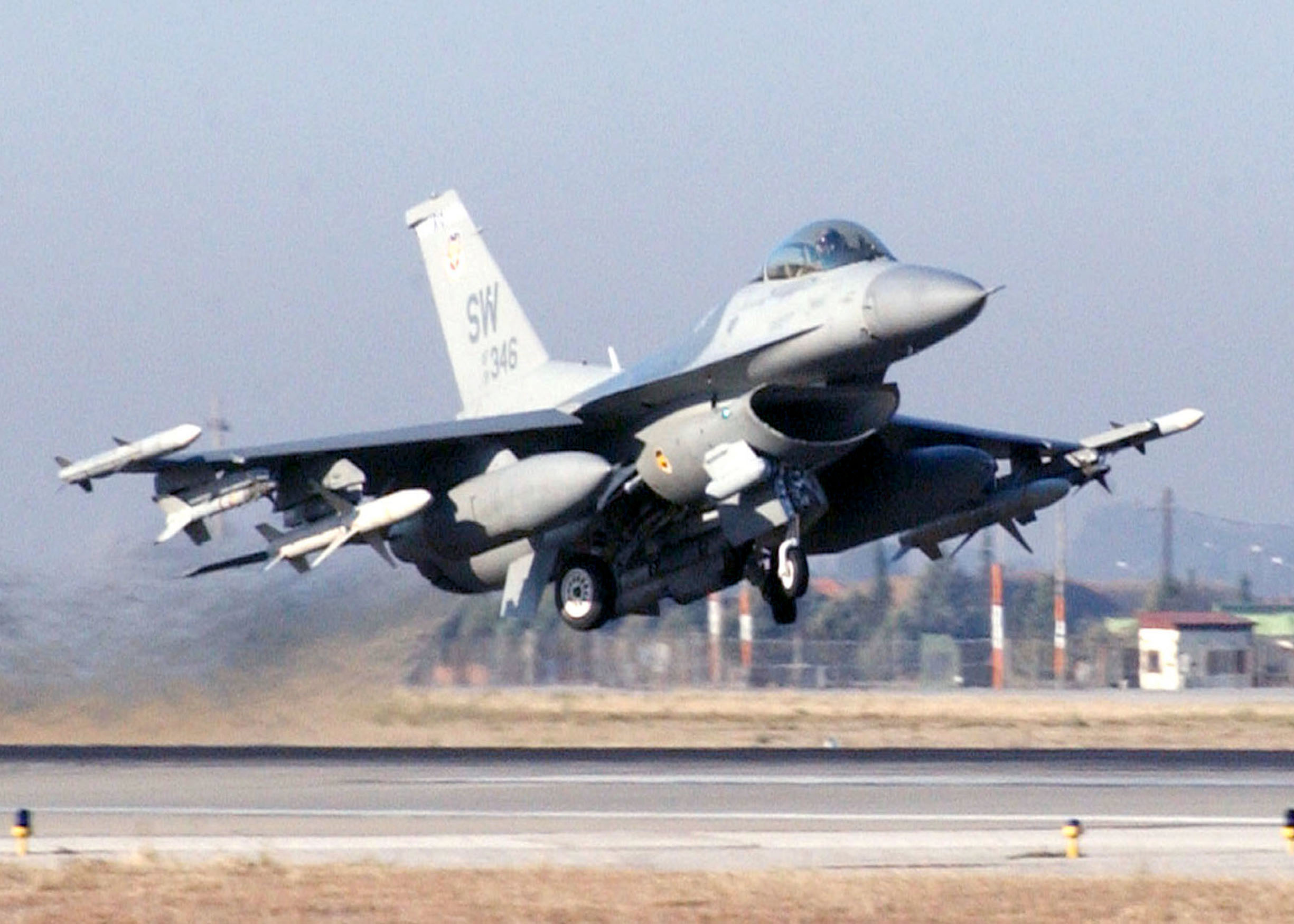
F-16CJ 両翼にAGM-88を1発ずつ、エアインテーク下にHTSを装備している。他に対空戦闘用にAIM-120、AIM-9をそれぞれ2発ずつ。

現在、ワイルド・ウィーゼル任務は、F-16 ファイティング・ファルコンに課されており、1991年から生産が始まったF-16 ブロック50D/52Dが用いられている。このF-16はF-4Gに搭載されていたELSのような、高性能ではあるが高価で大型の電子装置を搭載しない代わりに、探知範囲を前方180度に絞って使用に堪える程度まで性能を控えめにしてユニット化したAN/ASQ-213 HTS (HARM Targeting System) をエアインテーク下のLANTIRNポッド用ハードポイントに搭載している。

## 戦術

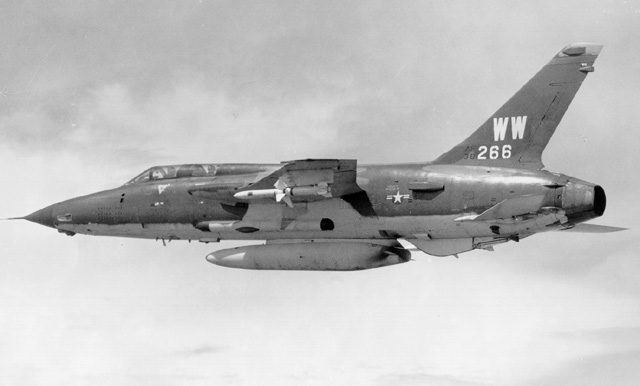
AGM-45 シュライク、ECMポッドを積んでいるF-105G ワイルド・ウィーゼル。また、垂直尾翼にテイルコード「WW」も見える。

ベトナム戦争では、1966年の北ベトナムの上空において、4機の航空機のワイルド・ウィーゼル編隊は、EWO (Electronic Warfare Officer) の電子受信機と解析装置によって補助される1機のF-105F/G 複座戦闘機に3機のF-105Dが共に行動することもあれば、2機のF-105Fがそれぞれ1機のF-105Dを伴って独立して行動することもあった。
ワイルド・ウィーゼルの任務は攻撃部隊の本隊に先行し、目標地域にあるレーダー誘導地対空ミサイル（SAM） SA-2 ガイドラインの脅威の注意を逸らすか、それらを取り除くことによって攻撃部隊を守ることである。この任務は、自分に注意を向けさせるためにわざと脅かすようにSAMサイトに向かって旋回したり、SAMサイトにレーダー誘導ミサイルを発射したり、急降下爆撃をするためにサイトを目視で見つけたりすることによって達成された。これらの戦術はミグ戦闘機と対空砲 (AAA) による攻撃を受けている最中に試みられた。また、ワイルド・ウィーゼルは脅威地域に最初に到着し、最後に離脱するため、ある時は作戦時間が3.5時間にも及び、王立タイ空軍基地に帰還することもあった。
ワイルド・ウィーゼルが攻撃部隊を守るために囮になることと、SAMサイトを目視でたやすく見つけるのに十分すぎる明るいオレンジ色の煙を発するSAMの発射を誘って急降下爆撃を行うことを目的としていたため、F-105Fは敵のレーダーを妨害しなかった。目視界に入っている対空ミサイルが複数あっても、鋭く急降下（ブレイク）することでそれらを避けることが可能だったが、戦闘機の巡航速度の3倍で接近してくるミサイルを視界に捉えることができなければ、ワイルド・ウィーゼルは破壊され任務は失敗する。
F-4Gでは、F-4Gが敵のレーダー誘導地対空ミサイルの追跡/誘導レーダーの破壊の任務を行うハンター、F-4Eが地対空ミサイルのレーダー関連施設やミサイル発射台の破壊の任務を行うキラーとし、2機でハンター・キラーチームを構成する。
チームの2機は、攻撃部隊より先に基地から発進して、敵のレーダーに探知されないように低空飛行で前線の敵の防空網がある戦域に接近する、その後、2機は低空で周回飛行を行い、F-4Gが低空から急上昇して、敵のレーダー誘導地対空ミサイルの追跡/誘導レーダーから発射されるレーダー波（電波）を、機首下面と垂直安定板上部に装備されたAN/APR-38統合型制御/指示セット（CIS）のセンサーが脅威電波として探知し、その位置を測定して、コックピットのPPIスコープ(平面位置表示機)に位置表示を行い、降下して低空に戻り周回飛行を行うことを繰り返し、追跡/誘導レーダーの位置をモニタリングして、EBOと呼ばれる電子戦力組成を実施する。その後、作成した電子戦力組成を元に、探知した位置にあるレーダー誘導地対空ミサイルの追跡/誘導レーダーに向けて、搭載された対レーダーミサイルを発射して破壊し、その後、F4-Eが地対空ミサイルのレーダー関連施設やミサイル発射台を、搭載された爆弾や誘導ミサイルで攻撃して破壊し、そこから後続の攻撃部隊が入り込むこととなる。

## 歴代のワイルド・ウィーゼル機
- F-100F スーパーセイバー - ワイルド・ウィーゼル I
- F-105F/G サンダーチーフ - ワイルド・ウィーゼル II/III
- F-4C/G ファントムII - ワイルド・ウィーゼル IV/V
- F-16C ファイティング・ファルコン - ワイルド・ウィーゼル

## 武装

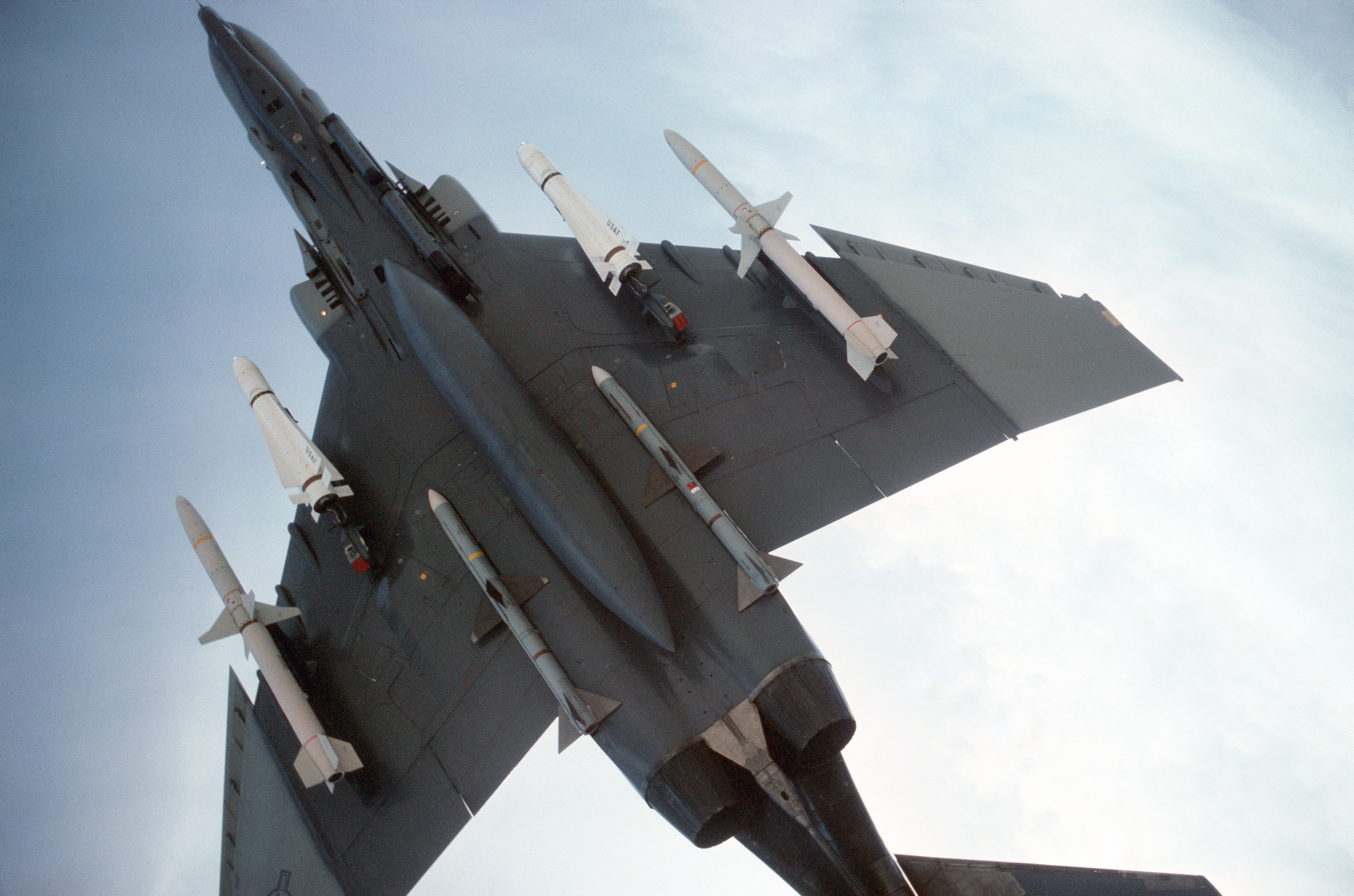
武装の一例（F-4Gの下面）
AIM-7F、AGM-65A、AGM-88を二発ずつ搭載している

ワイルド・ウィーゼル機は、初期には通常爆弾とロケット弾、後に対レーダーミサイル（ARM）を主兵装とする。

### 通常爆弾及びロケット弾
初のワイルド・ウィーゼルであったF-100Fは通常爆弾とロケット弾で武装しており、第二次世界大戦以来の古典的な急降下爆撃とロケット弾の水平射撃によって攻撃していたが、地対空ミサイルの射程内へ飛び込んでいかなければならず、非常に危険な攻撃方法であったことは上述のとおりである。

### 対レーダーミサイル
対レーダーミサイルは敵のレーダーから放射される電波を追跡し、その電波源を破壊することを目的とする誘導ミサイルであり、F-105G以後のワイルド・ウィーゼルの標準的な武装となった。

#### AGM-45 シュライク
米軍初の対レーダーミサイルはベトナム戦争中の1965年に登場したAGM-45 シュライクであったが、SA-2より射程が短く飛翔速度が遅かったこと、対応できるレーダー波の周波数帯が限られていたこと、シーカーの性能の悪さに加えてジンバルに載せられていなかったために索敵視界が狭かったことなど多くの問題があり、その戦果は芳しくなかった。

#### AGM-78 スタンダードARM
AGM-45の欠点を補うために元は艦載用のRIM-66 スタンダード・ミサイル(SM-1)の弾体を流用したAGM-78 スタンダードARMが1968年に開発された。スタンダードARMは、その大きな弾体を活かして長時間燃焼するロケット・モーターと大きな弾頭を搭載しており、これらによってAGM-45と比べて長射程化と破壊力の増大を実現した。また、ジンバルに載せられたブロードバンド・シーカーにより索敵可能な周波数帯域と視界も広くなった。対レーダーミサイルとしての能力は大幅に改善されたが、AGM-45の6〜7発分と遙かに高価であったためにAGM-45と完全に交替することはなく、両方のミサイルを併用する形で運用された。

#### AGM-88 HARM
スタンダードARMより小さい（AGM-45よりはやや大きい）弾体でありながら長大な射程と高性能ブロードバンド・シーカーを持つAGM-88 HARMが1985年に開発され、現在に至るまで改良を続けられている。AGM-88をレーダー警戒装置（RWR）の代わりとして使うこともあるほどその探知性能は優れているが、本来の目的のためにその性能を十分に発揮するにはF-4Gに搭載されていたAN/APR-47 ELSのような高度な電子装置を必要とする。ただ、AN/ALR-47は非常に高価で機器も大きく、これを現在のワイルド・ウィーゼルに搭載するのはコストの増大を招くため、より安価で運用に堪える程度の性能を持つ電子装置（アメリカ空軍のHTS、同海軍のTAS）が開発されている。また、ミサイル自体もスタンダードARMより高価であり、電子装置を含めてコスト削減が重要な課題となっている。

## 雑学

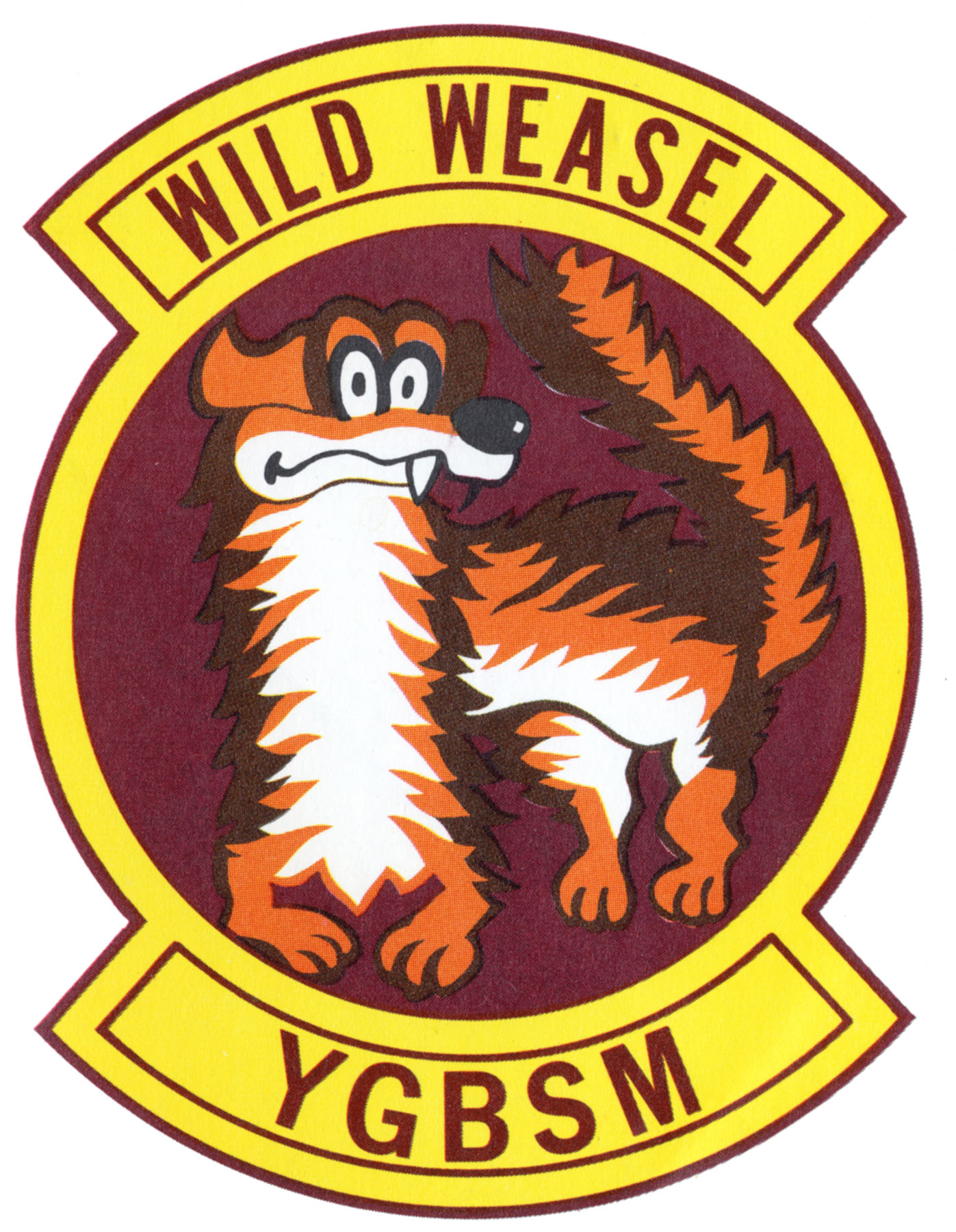
ワイルド・ウィーゼルのパッチ。下部に合言葉「YGBSM」の文字がある。描かれているイタチのニックネームは「ウィリー (Willie) 」。

ワイルド・ウィーゼル搭乗員の非公式の合言葉は、YGBSM (You Gotta Be Shittin' Me) である。これは、元B-52 EWOのワイルド・ウィーゼルEWOがその任務がいかに過酷かということを最初に知ったときに発した最初の言葉であったという。彼らの戦闘旅行に出かける前に、「ウィーゼル・カレッジ」（ネリス空軍基地訓練プログラム）を修了した一部のクルーが、模擬結婚式に参加したほど任務はとても危険で、多くのチームワークを必要とした。三沢基地駐留の第35戦闘航空団のテイルコード「WW」は、そのワイルド・ウィーゼルの伝統に由来する。
軍事作戦のワイルド・ウィーゼルのコンセプトの最も有名な用兵のうちの1つは、コールサイン「ファイアーバード 01〜05」を用いた5機のF-105Gであり、これらの航空機は1970年11月21日の早朝に行われたソンタイ捕虜収容所救出作戦に対する支援を行った。5機のうち1機はSA-2地対空ミサイルで撃墜されたが、搭乗員は問題なく脱出し、襲撃に参加したHH-53「スーパージョリー」ヘリコプターで無事に救出された。ワイルド・ウィーゼルが護衛していた襲撃兵力の航空機で敵の攻撃によって失われたものはなかった。